# Piotr Paneth
Piotr Paneth (ur. 8 października 1952 w Łodzi) – polski chemik, profesor nauk chemicznych, profesor Politechniki Łódzkiej.

## Życiorys
W 1976 roku uzyskał tytuł zawodowy magistra inżyniera po ukończeniu studiów na Wydziale Chemicznym Politechniki Łódzkiej. W 1975 roku rozpoczął pracę Instytucie Techniki Radiacyjnej Politechniki Łódzkiej. Odbył długoterminowe staże naukowe na uniwersytetach stanów Wisconsin i Nebraska w USA.
W roku 1983 uzyskał stopień naukowy doktora, w roku 1989 doktora habilitowanego, tytuł profesora nauk chemicznych otrzymał 31 maja 1996 roku. W roku 2000 objął stanowisko profesora zwyczajnego PŁ.
Jego zainteresowania naukowe koncentrują się wokół mechanizmów reakcji chemicznych i biochemicznych, a do ich badania wykorzystuje głównie efekty izotopowe oraz modelowanie molekularne. Ogłosił ponad 100 publikacji, wypromował kilkunastu doktorów.
W latach 1993–1996 był prodziekanem ds. studenckich Wydziału Chemicznego PŁ, a w latach 2008–2012 dziekanem tego wydziału. W latach 2012–2016 pełnił funkcję prorektora Politechniki Łódzkiej ds. nauki. W 2016 roku ubiegał się o stanowisko rektora tej uczelni, wybory te wygrał jednak Sławomir Wiak.
Był stypendystą Svenska institutet oraz Programu Fulbrighta. Profesor wizytujący na University of Nebraska (1995), University of Minnesota (2000–2001), Uniwersytecie Emory’ego (2003), a także na uniwersytetach w Uppsali (1998–1999), Nantes (2006, 2007) i Kioto (2007). Członek rady naukowej „Wiadomości Chemicznych” od 2001 roku i redaktor „Central Europen Journal of Chemistry” w latach 2003–2008. W latach 2004–2007 przewodniczący Łódzkiego Oddziału Polskiego Towarzystwa Chemicznego.

## Odznaczenia
Odznaczony Srebrnym Krzyżem Zasługi (1997) oraz Krzyżem Kawalerskim Orderu Odrodzenia Polski (2014).